# Gema (nombre)
Gema es un nombre propio de origen latino. Su significado no ha variado del latín al castellano, significa precisamente piedra  preciosa. Normalmente es una piedra preciosa tallada a mano que sirve para la joyería; aunque también las hay de origen orgánico como las elaboradas a partir del ámbar. Las más conocidas son el diamante, el rubí, el zafiro y la esmeralda.

## Santoral
- Santa Gema: 11 de abril y 14 de mayo.

## Personas
- Gema del Río (1913-1996), vedette y actriz española.
- Gema Soldevilla (1950), escultora y corista española.
- Gema López de Joaqui (1955), maestra y política colombiana.
- Gema Martín Muñoz (1955), arabista española.
- Gema Corredera (1964), cantante, productora, musicóloga y guitarrista cubana.
- Gema Hassen-Bey (1967), deportista española con discapacidad, comunicadora, artista y activista LGTB.
- Gema López (1971), periodista española y presentadora de televisión.
- Gema Amor Pérez (1972), política y empresaria española.
- Gema Igual (1973), política española.
- Gema Balbás (1976), presentadora española de televisión.
- Gema Pascual (1979), deportista española.
- Gema Parreño (1988), programadora española que ha diseñado una red para detectar el impacto de asteroides sobre la Tierra.
- Gema Espinosa (siglo XX), magistrada española.